# 貴族保齡球
貴族保齡球控股有限公司，簡稱貴族保齡球控股，以及貴族保齡球（英語：SuperBowl Holdings Limited，SGX：S48），在1987年，由新加坡上市公司的，協和企業有限公司分拆成專門休閒娛樂活動場地，包括經營管理娱乐、休闲中心，以及房地產業務。而主要品牌為「Superbowl保龄球场」、「SuperCue桌球馆」，以及「Super Funworld」。
而股份在1994年9月14日於新加坡交易所主板上市。主席為Teo Guan Seng，总裁為Teo Ho Beng。而總部位於564A Balestier Road Singapore 329880。

## 連結
- Superbowl.com.sg （页面存档备份，存于）